# Deutsche Hochdruckliga
Die Deutsche Hochdruckliga e. V. DHL – Deutsche Gesellschaft für Hypertonie und Prävention ist eine als gemeinnützig anerkannte, wissenschaftliche, medizinische Fachgesellschaft und eine Betroffenen-Organisation. Der Verein mit Sitz in Heidelberg wurde 1974 gegründet. Der Verein hat rund 4.000 Mitglieder. Ziel ist die Entwicklung, Verwirklichung und Förderung von Maßnahmen zur Bekämpfung des Bluthochdrucks in der Bevölkerung in Deutschland. Die Deutsche Hochdruckliga ist Mitglied der Arbeitsgemeinschaft der Wissenschaftlichen Medizinischen Fachgesellschaften (AWMF). Vorstandsvorsitzender der Gesellschaft ist seit 01/2023  Markus van der Giet aus Berlin.

## Zielsetzungen
Neben dem Ziel, die Weiterentwicklung der Forschung zur Hypertonie zu fördern, setzt sich die DHL in besonderem Maße dafür ein, die Öffentlichkeit über die Gefährdung der Menschen durch Bluthochdruck aufzuklären.

## Projekte und Aktivitäten
Am 17. Mai jeden Jahres ist der internationale Welthypertonietag. Bundesweit werden Arzt-Patienten-Foren für die Bevölkerung veranstaltet. Rund 25 Selbsthilfegruppen unterstützen lokal Betroffene. Die Deutsche Hypertonie Akademie veranstaltet Fortbildungsveranstaltungen für Ärzte mit dem „Tätigkeitsschwerpunkt Bluthochdruck“, sog. „Hypertensiologen DHL“. Es werden Leitlinien und Therapieempfehlungen für Ärzte und Patienten herausgegeben. Der Verein strukturiert die Versorgungslandschaft, indem sie Hypertonie-Zentren DHL zertifiziert. Die Deutsche Hypertonie Stiftung (DHS) ist eine rechtsfähige Stiftung des bürgerlichen Rechts und sichert die finanzielle Basis des Vereins.

## Finanzierung
Der Verein finanziert sich durch Mitgliedsbeiträge, darunter rund 10 fördernde Mitglieder, größtenteils Firmen aus dem Bereich der Medizintechnik sowie über öffentliche Fördergelder für die Selbsthilfe für die Realisierung von Awareness-Projekten und Informationsangeboten.